# Lugo
Lugo este un oraș în provincia Lugo, din comunitatea autonomă Galicia, Spania.
Fortificațiile romane din Lugo au fost înscrise în anul 2000 pe lista patrimoniului cultural mondial UNESCO.